# 锡尔萨根杰
锡尔萨根杰（Sirsaganj）是印度北方邦Firozabad县的一个城镇。总人口26524（2001年）。

## 人口
该地2001年总人口26524人，其中男性14013人，女性12511人；0—6岁人口4138人，其中男2208人，女1930人；识字率67.38%，其中男性为71.90%，女性为62.33%。